# 포스 카인드
포스 카인드(The Fourth Kind)는 영국에서 제작된 올라턴드 오선샌미 감독의 2009년 미스터리, SF, 스릴러 영화이다. 밀라 요보비치 등이 주연으로 출연하였고 폴 브룩스 등이 제작에 참여하였다.

## 출연

### 주연
- 밀라 요보비치
- 윌 패튼

### 조연
- 하킴 캐 카짐
- 코리 존슨
- 엔조 실렌티
- 엘리어스 코티스

## 제작진
- 공동제작: 가이 더넬러
- 공동제작: 마이클 그레코
- 공동제작: 제프 레빈
- 라인프로듀서: 베셀린 카라됴브
- 협력프로듀서: 조나단 쇼어
- 미술: 카를로스 실바 다 실바
- 세트: 로즌 스테파노브
- 의상: 조넷 분
- 배역: 수 존스